# Gaspar Antonio Xiú
Gaspar Antonio Xiú, también llamado Gaspar Antonio Chí o Gaspar Antonio Herrera, fue un escritor maya, nacido en Maní, Yucatán, México, en 1531, poco antes de la conquista de Yucatán por los españoles, y murió en 1610 en Mérida.
Fue hijo de Napuc Chí y de Ixil Kukil Xiu, hija esta de Tutul Xiu (o Ahh Kukum Xiu), señor de Mayapán. Su nombre gentil era Hchi Xiú. Usó a veces el patronímico de Herrera, que le fue impuesto con motivo del bautizo a que fue sujeto por parte de Beatriz Herrera —esposa de Francisco de Montejo, conquistador de Yucatán—, quien fuera su madrina en el famoso Auto del Maní (1562), durante el cual, el obispo Diego de Landa hizo quemar un cuantioso acervo de pictografías mayas, así como castigar severamente a los idólatras que persistían en sus creencias precolombinas, entre los cuales se encontraba su propio tío Tutul Xiu.

## Educación
Comenzó su cristianización a los 15 años de edad, siendo educado por misioneros a instancias de Diego de Landa, de quien aprendió la gramática castellana, que llegó a dominar con tanta perfección que llegó a impartir la cátedra de gramática para los hijos de españoles en la capilla de Tizimín, pueblo del norte de Yucatán donde vivió. Aprendió y dominó además, el náhuatl y el latín. Con esos conocimientos fue una valiosa ayuda para los frailes franciscanos que tuvieron a su cargo la expansión del cristianismo en la península de Yucatán, siendo intérprete tanto de los obispos Landa y Francisco del Toral, así como del intérprete real en los juzgados de la gobernatura de Yucatán. Para tal efecto, tuvo acceso —normalmente impedido a los indígenas— a la biblioteca del Convento de San Francisco de Mérida.
Fue también cantante y organista de la catedral de Yucatán y recibió el nombramiento de intérprete general del Tribunal Superior de Gobernación de Yucatán. Ejerció como abogado general de indígenas mayas interviniendo en sus disputas y defendiéndolos en los litigios.

## Obra
- Se le atribuye la autoría del documento que más tarde sería la base de las Crónicas de Cha-Xeslub-Chen y de Yazkukul, casi idénticas en muchos de sus párrafos.[3]
- Colaboró en la elaboración de varias Relaciones Geográficas de diferentes regiones de Yucatán.
- Escribió una crónica que después utilizó Diego López de Cogolludo en su Historia de Yucatán.
- Colaboró activamente en la elaboración de una gramática maya.
- Participó en siete de trece Relaciones histórico-geográficas redactadas en 1581 para ser enviadas a la corona española como respuesta a un cuestionario hecho para los encomenderos de Yucatán con la intención de organizar la información de los territorios a su cargo.
- Escribió la Relación de las costumbres de los indios en 1582, por orden de Guillén de las Casas, gobernador y capitán general de Yucatán y que fue utilizada por Diego López de Cogolludo como referencia clave en sus escritos históricos.
- Es de su autoría una de las relaciones de la Crónica de Maní, que trata sobre la conferencia ocurrida en 1557 entre Francisco de Montejo Xiú, gobernador de Maní, Yucatán y los caciques de los pueblos vecinos.
- Tradujo al idioma maya los Documentos de Tierras de Sotuta, de 1600.
- Compiló el Árbol genealógico de la familia Xiú.
- Colaboró con el capitán Martín de Palomar en la preparación de La Relación de Mérida, extenso documento en el que se informa de la situación de la conquista desde la perspectiva de lo que acontecía en la recién fundada ciudad de Mérida, Yucatán.

Se considera a Gaspar Antonio Xiú (Chí Xiú) como el más importante informante maya en las relaciones de los pueblos que cayeron dentro de la jurisdicción de Mérida, Ciudad blanca, durante el crítico período inmediato posterior a la conquista de Yucatán.